# Voyageur (jeu vidéo)
Pour les articles homonymes, voir Voyageur.
Voyageur est un jeu vidéo de type fiction interactive développé et édité par Bruno Dias, sorti en 2017 sur iOS.

## Système de jeu
L'humanité a découvert un objet extra-terrestre qui lui permet de voyager dans la galaxie. Le joueur est donc invité à l'explorer en prenant les commandes d'un vaisseau et de son équipage. Il est confronté à des événements textuels face auxquels il doit prendre des décisions. Les planètes visitées et les événements sont générés de façon procédurale.

## Accueil
- Canard PC : 7/10[1]
- Gamezebo : 3,5/5[2]
- Pocket Gamer : 7/10[3]
- TouchArcade : 3,5/5[4]